# LGBT en Israël
Le mouvement LGBT en Israël prend son essor après la dépénalisation de la sodomie en 1988, et il s'est manifesté par des amendements juridiques, la formation de mouvements sociaux et l'émergence d'une culture LGBT israélienne.
La principale communauté LGBT se situe dans la ville de Tel-Aviv.

## Histoire

### Avant l'indépendance
En 1858, l' Empire ottoman régnait sur la région d'Israël et aboli ses lois sur la sodomie dans son Code pénal (article 198) tant qu'elle était consensuelle et que le partenaire consentant avait dépassé l'âge du consentement. Après la conquête de la région par les Britanniques, l'homosexualité est condamnée comme étant une pratique immorale et interdite par les autorités mandataires
Dès 1947, des rencontres entre homosexuels ont lieu à Tel-Aviv, dans le London Garden.

### Depuis 1948
En 1960, le premier livre hébreu sur l'homosexualité, Ha Dwakim, est publié par Rina Ben-Menahem (en). Elle publie l'année suivante le premier roman lesbien, Ha Tsela.
Nifleta de H. Yoav, une histoire gay-lesbienne, est publiée en 1967.
Le premier club gay et lesbien voit le jour dans un appartement privé à Tel Aviv et à la fin des années 1960, des bars gays sont créés.
La pièce de théâtre The Boys in the Band est mise en scène en 1969 par Oded Teomi.
Un premier magazine est publié en 1981, Nativ Nosaf, ainsi qu'une ligne d'assistance téléphonique. D'autres magazines suivront comme Kalf Hazak et Pink Time.
La pièce Torch Song Trilogy est mise en scène à Tel-Aviv par Ilan Ronen en 1984.
En 1995, Pesia Girls, devient le premier groupe de drag à se produire sur la scène de Tel-Aviv. 
En 1997 est diffusée Florentine, une série télévisée israélienne traitant de l'homosexualité, de même qu'une chanson homosexuelle Ito Lenetsah (איתו לנצח).
La chanteuse israélienne transexuelle Dana International remporte le concours Eurovision de la chanson 1998.

#### Organisation de la communauté
De nombreuses organisations LGBT existent en Israël, plus d'une trentaine dans les années 2020. La plus ancienne est l'Association pour les LGBT en Israël, fondée en 1975 (en hébreu : האגודה למען הלהט"ב בישראל).
Autre organisation importante, le mouvement de jeunesse LGBT Iggy (en hébreu : איגי), fondé en 2001, compte plus de 80 groupes à travers le pays, et plus de 3000 membres participent chaque semaine aux activités collectives. 
Le 10 décembre 2013, la ville de Tel-Aviv accueille un Centre communautaire municipal LGBT (en hébreu : העירוני לקהילה הגאה, HaMerkaz HaIroni LaKehila HaGe'a) situé dans le parc Meir. Il se situe en face du Barnoar (en hébreu : הברנוער), un lieu de rencontre pour adolescents LGBT fondé en 2005. Autre fait marquant, en 2011 est inauguré un théâtre LGBT.

## LGBT dans la société

### Marche des fiertés

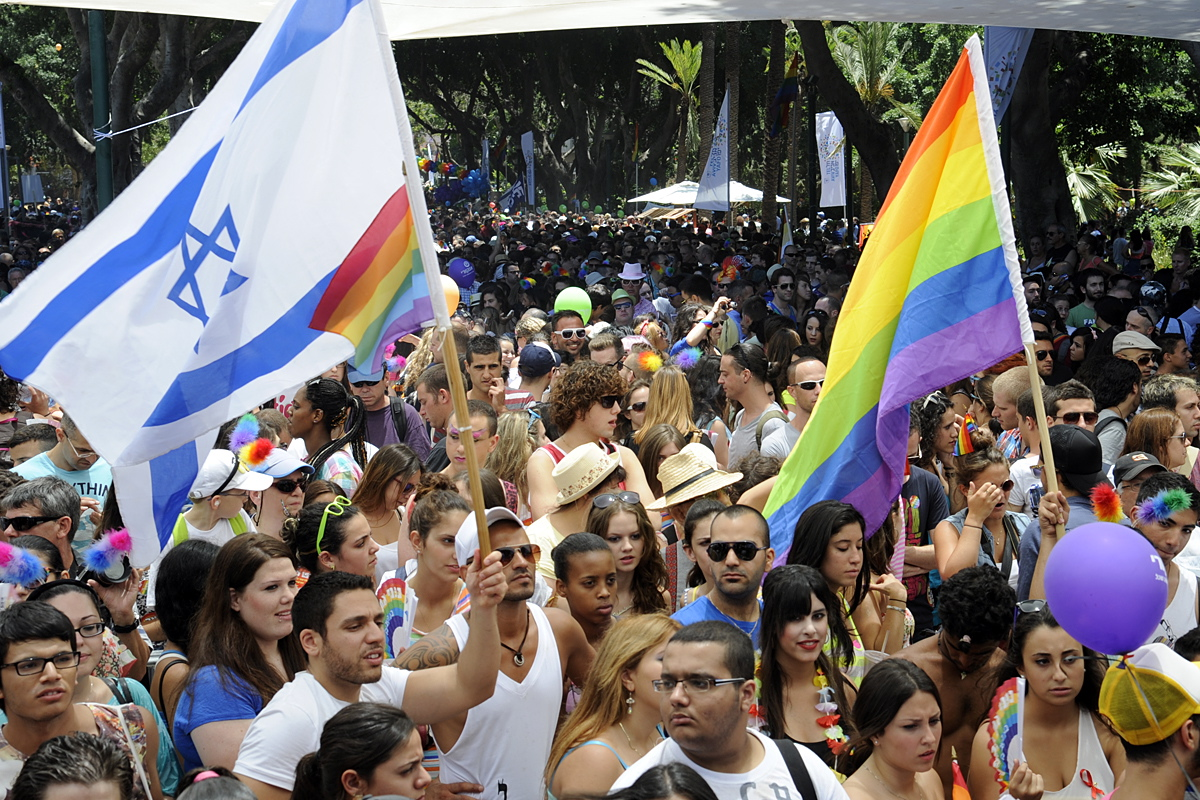
Marche des fiertés de Tel Aviv-Jaffa en 2012.

La première marche des fiertés en Israël a eu lieu en 1993 à Tel Aviv-Jaffa. La première grande marche des fiertés de cette ville, appelée alors Love Parade de Tel-Aviv s'est tenue en 1997. Depuis, la Tel-Aviv Pride a lieu tous les ans dans cette ville, réunissant notamment 70 000 personnes en 2013, 100 000 personnes lors de l'édition 2014 et un record de 250 000 personnes en 2019.
En 2005, Jérusalem est choisie pour la 2e édition de la WorldPride. Comme le retrait et l'évacuation de la bande de Gaza avait lieu au même moment, il avait été choisi de décaler la WorldPride prévue en août 2005 à août 2006. Mais un an plus tard, le conflit israélo-libanais compromettait encore une fois la bonne tenue de l'événement : si les activités, réunions, groupes de discussions etc. ont pu se tenir, le nombre insuffisant de policiers disponibles n'a pas permis au défilé d'avoir lieu ; seulement une petite parade est organisée. À Jérusalem, les défilés annuels ont été perturbés par des attaques et des réactions homophobes. Néanmoins, sous surveillance policière étroite, le défilé de 2014 a réuni 5 000 participants, sous la protection de 9 000 policiers.
Plus de 22 000 personnes en 2016, plus de 20 000 personnes en 2018 environ 15 000 personnes en 2019 et plus de 100 000 participants en 2021.
Une partie du mouvement LGBT israélien et international dénonce l’hypocrisie des marches des fiertés et de la promotion internationale des droits LGBT en Israël (comme l’opération Tel Aviv sur Seine promue par la maire de Paris Anne Hidalgo) d’abord avec le slogan « Pas de fierté sous occupation » puis avec celui « Pas de fierté sous génocide » au moment de ce qui est présenté comme un risque de génocide à Gaza. Plusieurs auteurs dénoncent le pinkwashing d’Israël, qui culmine avec la photo de Yoav Atzmonin, qui brandit un drapeau arc-en-ciel, sur lequel est inscrit « Au nom de l’amour », tout en participant à la destruction et à ce qui est présenté par certains comme le « génocide de Gaza », tout comme Israël vante les avancées des droits des LGBT pour masquer, selon ses détracteurs, les atteintes aux droits des Palestiniens et d’autres minorités,,,.

### Représentation en politique

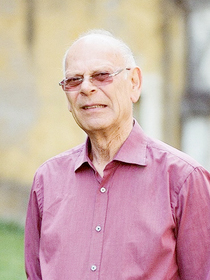
Uzi Even, premier membre ouvertement homosexuel de la Knesset en 2002.

- Le 10 novembre 1998, Michal Eden (he) (Meretz) est élue conseillère municipale de Tel Aviv-Jaffa, elle devient la première élue ouvertement lesbienne d'Israël[19].
- Le 31 octobre 2002, Uzi Even (en) (Meretz) devient membre de la Knesset à la suite de la démission de Amnon Rubinstein. Uzi Even étant le 1er non élu de la liste qui s'était présentée aux élections législatives de 1999, c'est lui qui est amené à le remplacer, il devient alors le premier homme politique israélien ouvertement homosexuel à siéger à la Knesset[20]. En 15e position de la liste Meretz lors des élections législatives de 2003[21], la liste obtenant six sièges, il n'est pas réélu[22].
- Le 28 octobre 2003, Etai Pinkas (Meretz) prend la suite de Michal Eden en étant élu conseiller municipal de Tel Aviv-Jaffa. Lors de ces mêmes élections, Saar-Ran Netanel (Meretz) est élu au conseil municipal de Jérusalem[23].
- Le 11 novembre 2008, à l'occasion des élections locales, deux hommes ouvertement homosexuels rejoignent Etai Pinkas pour siéger au Conseil municipal de Tel Aviv-Jaffa: Yoav Goldring (Une ville pour tous) et Yaniv Weitzman (La jeunesse de la ville). Ils seront rejoints au début 2013 par Eran Lev (Meretz).
- Le 22 octobre 2013 marque un nouveau pas avec l'arrivée majeure de personnes LGBT dans les conseils municipaux en Israël: avec quatre élus à Tel Aviv-Jaffa (Etai Pinkas et Mickey Gitzin pour le Meretz et les indépendants Efrat Aviv et Yaniv Weizman) ; et des élus à Jérusalem (Saar-Ran Netanel) et Givatayim (Tzipora Obziler)[24].
- Lors des élections législatives de 2009 et de 2013, Nitzan Horowitz, ouvertement gay[25] est élu et réélu à la Knesset.
- Dans son livre Mirage gay à Tel Aviv (2017), le journaliste français Jean Stern explique que la mise en valeur de Tel Aviv-Jaffa comme ville LGBT-friendly relève en réalité selon lui d'une forme de complotisme : une « stratégie marketing et politique orchestrée par l’État israélien pour camoufler la guerre, l’occupation, le conservatisme religieux et l’homophobie »[26]. La tolérance de la ville serait, selon sa théorie, du « pinkwashing », mis en place par la ministre des Affaires étrangères entre 2008 et 2009 Tzipi Livni, avec « des campagnes d'invitation de journalistes gays et du marketing direct dans les médias LGBT »[27]. Plusieurs groupes queers du monde soutiennent ces affirmations et dénoncent le déni de droits d’Israël[18].
- En 2019, Amir Ohana devient ministre de la Justice. Il est le premier ministre du gouvernement israélien à être ouvertement homosexuel[28].
- En 2020, le Parlement israélien, la Knesset, compte le plus haut taux de parlementaires homosexuels (5 %), «  après la Grande-Bretagne, 8,1%, le Liechtenstein, 8 %, et le Parlement écossais, 7,7% »[29].
- En juillet 2020, la loi interdisant la thérapie de conversion passe sa première lecture malgré une forte opposition parlementaire[30].
- En mai 2021, Eitan Ginzburg (ministre des Communications) devient le troisième ministre gay en fonction, avec Itzik Shmuli (ministre du Travail et de la Protection sociale) et Amir Ohana (ministre de la Sécurité intérieure)[31].

### Monuments en mémoire des personnes homosexuelles persécutées

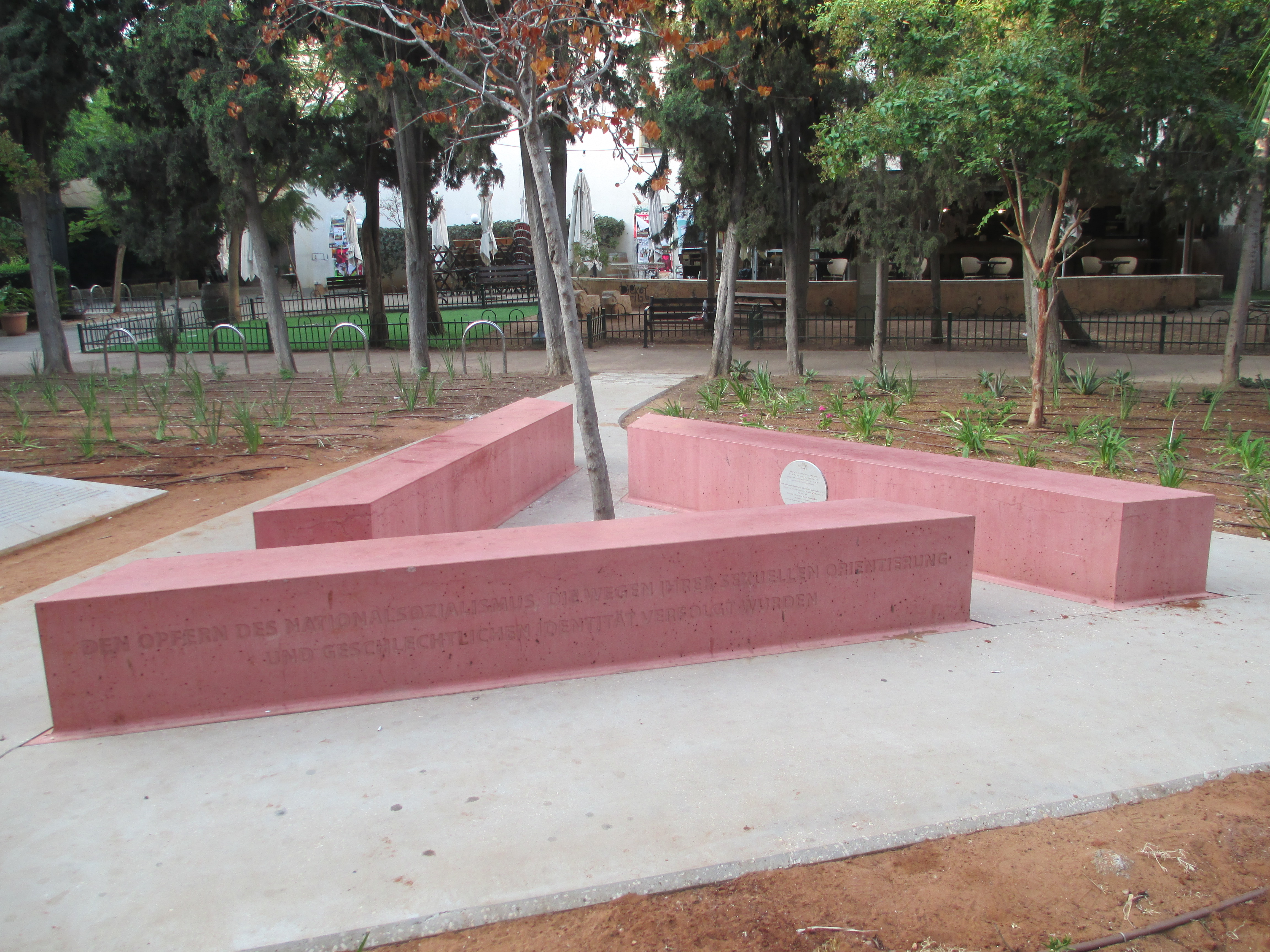
Mémorial aux victimes homosexuelles et lesbiennes de la Shoah (2016).

Le 10 janvier 2014 est inauguré un mémorial dédié aux victimes homosexuelles et lesbiennes du nazisme, juifs ou non. Il prend la forme du triangle rose, tel que celui qui désignait les homosexuels sur leurs uniformes dans les camps de concentration et d'extermination. Sur ce monument y est gravé en allemand, en anglais et en hébreu : « À la mémoire des persécutés par le régime nazi pour leur orientation et leur identité sexuelle ».
Il est situé dans le parc Meir.

## Homophobie
Le 1er août 2009, un centre gay pour adolescents de Tel Aviv est la cible d'une fusillade. L'enquête de police ne parvient pas à trouver le responsable ni le motif de l'attaque.
Dans un rapport remis le 10 février 2019 au président Reuven Rivlin, l'Association pour l'Égalité LGBTQ (Aguda), le plus important groupe de défense des droits des homosexuels, a déclaré qu'on a assisté, en 2018, à un bond de 54 % du nombre d'incidents homophobes recensés par rapport à l'année précédente.
L'attitude homophobe est principalement le fait des populations religieuses, comme le montre le « Israel Democracy Index 2010 » : 74 % des Juifs ultra-orthodoxes et 70 % du public arabe seraient gênés de vivre à côté d'un couple gay ; le chiffre est également élevé parmi les juifs religieux, à 55 %.
Concernant le mariage homosexuel, l'enquête menée en juin 2017 par l'association Chidush a révélé que 79 % des Juifs israéliens soutenaient l'autorisation aux couples de même sexe de se marier ou de s'unir civilement en Israël. D’autres auteurs estiment que les normes sociales sont loin de permettre cette acceptation, 47 % des Israéliens considérant l’homosexualité comme une maladie.
En 2019, l'Association médicale israélienne interdit à ses membres de pratiquer les « thérapies de conversion ». En 2020, le projet de loi interdisant cette pratique passe en première lecture (sur les trois nécessaires), malgré une opposition par des partis religieux, des partis arabes de la Liste unifiée et d'une partie de la droite.

## Symboles

Le drapeau LGBT combiné à celui d'Israël.

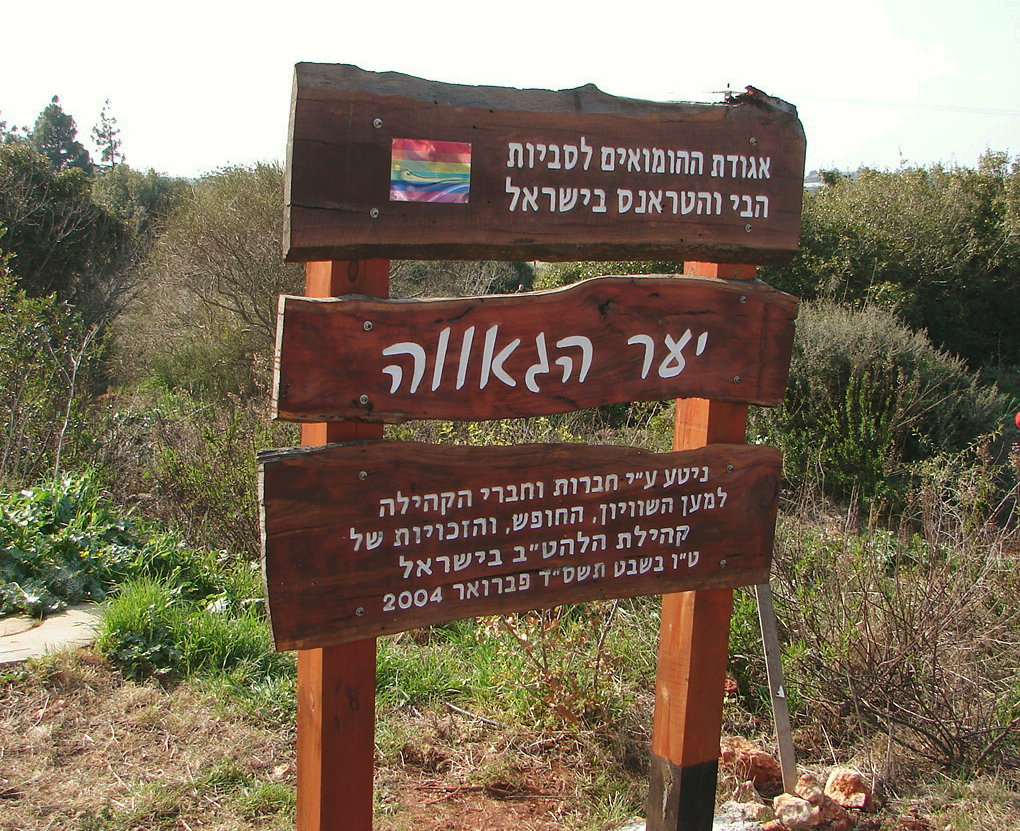
La « forêt LGBT » en Galilée.

Le symbole du mouvement LGBT en Israël est le drapeau arc-en-ciel avec une étoile de David blanche.

### Filmographie
- Le film Drifting, en hébreu Nagu'a (1982), est l'un des premiers films LGBT israélien.

- Yossi et Jagger (2002), film romantique
- Melting Away, en hébreu Names Ba-Geshem (2012), film sur l'identité transgenre
- Alata (2012), film sur l'homosexualité arabe
- Snails in the Rain, en hébreu Shablulim BaGeshem (2013), film sur l'identité homosexuelle
- Qui va m'aimer désormais ? (2016), film documentaire
- The Cakemaker (2017), film romantique
- Sublet (2020), film sur la vie homosexuelle